# 黃國堯
黃國堯（1956年—），臺灣同光同志長老教會牧師（2014年4月－2020年3月）。在香港因支持同性戀，被逼離開原教會，往亞洲唯一支持同性合法結婚的台灣。
2010年至2014年3月間曾在基恩之家從事神職，同時也在am730撰文至2021年7月底為止。

## 經歷
2005年，香港特別行政區政府本計劃就《性傾向歧視條例》立法進行諮詢，引來不同界別和團體反對，包括明光社。時為基督教宣道會觀塘堂主任牧師的黃國堯在報章撰文（包括：《明光社前途不光明》、《別把自己當烈士》）批評明光社，引起教會內的爭議。 同時，宣道會觀塘堂執事會亦不滿黃國堯之管理及處事手法，黃國堯最終𥾪2005年年底離職。
2006年3月29日，基督教宣道會香港區聯會發出聲明，指觀塘堂執事會於2004年年中起，因不滿堂黃國堯之管理及處事手法，多番溝通後感到與黃國堯在合作上仍存在很多障礙。2005年11月，執事會議決請黃國堯自動請辭，否則在徵得區聯會同意下解聘黃牧師。區聯會同意觀塘堂執事會之議決，並應執事會之要求，委派總幹事姚添壽牧師協助勸退。及後經觀塘堂一些資深會友相勸，最後黃國堯同意於當月自動請辭。
2010年1月1日，黃國堯受聘成為香港同志教會「基恩之家」的主任牧師。
2014年4月，黃國堯與妻子彭淑嫻到台灣，受聘於同光同志長老教會擔任駐堂牧師，帶領同光同志長老教會爭取接納同性戀者，並支持同性戀者作為人應有的權利與待遇。希望同志朋友能夠更勇敢，是黃國堯的信念；在他的說服之下，同光同志長老教會的會友們終於放下恐懼，從2015年1月1日起公開了地址。

## 外部連結
- 黃國堯的個人網誌 （页面存档备份，存于）